# Thungyai-Huai Kha Khaeng viltreservat

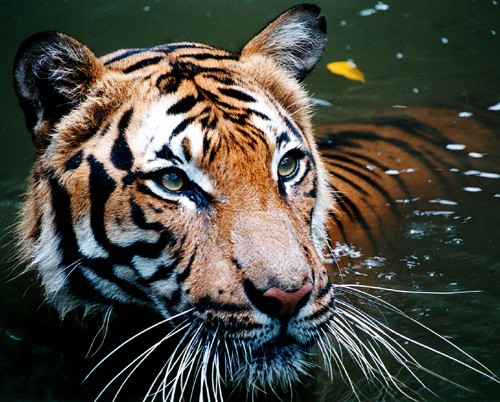
Tiger, ett sällsynt djur som finns i Thungyai-Huai Kha Khaeng

Thungyai-Huai Kha Khaeng viltreservat är ett världsarvsområde som ligger på gränsen mellan de tre provinserna Kanchanaburi, Tak och Uthai Thani i Thailand.
Området utsågs till världsarv av Unesco år 1991 för sina höga naturvärden och skyddsvärda naturscenerier. Området anses också utgöra ett särskilt värdefullt exempel på pågående ekologiska och biologiska processer i naturen, samt vara av betydande värde för den biologiska mångfalden.
I världsarvsområdet ingår två viltreservat, Huai Kha Khaeng viltreservat som grundades år 1972 och Thungyai Naresuan viltreservat som grundades år 1974. Tillsammans innehåller områdena en mängd olika vegetationstyper, från regnskogar till grässlätter. En stor andel av Thailands arter av vilda däggdjur, fåglar och evertebrater finns representerade i världsarvsområdet.
I sin helhet anses området som relativt orört, men tjuvjakt och illegal skogsavverkning är ett problem i vissa delar. De östra och södra delarna av parken har i viss grad påverkas av dammbyggen. I Thungyai Naresuans viltreservat finns en bofast befolkning som tillhör hmongfolket om cirka 3 800 människor, varav de flesta livnär sig på jordbruk. I Huai Kha Khaengs viltreservat finns ingen bofast befolkning.
Historiskt är Thungyai Naresuan känt för att kung Naresuan av Ayutthaya två gånger, år 1590 och 1605, slog läger här för att invadera Burma och det är också efter honom som området fått sitt namn.